# Mistrovství světa juniorů v biatlonu 2024
Mistrovství světa juniorů v biatlonu 2024 probíhalo od 21. února do 2. března 2024 ve estonském Otepää. Mistrovství světa juniorů se zde konalo podruhé, předtím se tak stalo v roce 2018.
Závodili jak dorostenci (15 až 18 let), tak junioři (19 až 21 let). Na programu byly v obou věkových kategoriích vytrvalostní závody, sprinty, štafety, smíšené štafety a premiérově hromadné starty pro 60 závodníků, které nahradily stíhací závody.

## Program
| Den | Datum     | Začátek (UTC+02:00) | Začátek (SEČ) | Disciplína                        | Počet závodníků |
| --- | --------- | ------------------- | ------------- | --------------------------------- | --------------- |
| Pá  | 23. února | 10:30               | 9:30          | Smíšená štafeta (dorostenci)      | 28 štafet       |
| Pá  | 23. února | 14:00               | 13:00         | Smíšená štafeta (junioři)         | 28 štafet       |
| So  | 24. února | 10:30               | 9:30          | Vytrvalostní závod (dorostenci)   | 113             |
| So  | 24. února | 14:00               | 13:00         | Vytrvalostní závod (dorostenkyně) | 105             |
| Ne  | 25. února | 10:30               | 9:30          | Vytrvalostní závod (junoři)       | 104             |
| Ne  | 25. února | 14:00               | 13:00         | Vytrvalostní závod (juniorky)     | 89              |
| Út  | 27. února | 10:30               | 9:30          | Sprint (dorostenci)               | 115             |
| Út  | 27. února | 14:00               | 13:00         | Sprint (dorostenkyně)             | 107             |
| St  | 28. února | 10:30               | 9:30          | Sprint (junioři)                  | 104             |
| St  | 28. února | 14:00               | 13:00         | Sprint (juniorky)                 | 86              |
| Čt  | 29. února | 10:00               | 9:00          | Hromadný start (dorostenci)       | 60              |
| Čt  | 29. února | 11:00               | 10:00         | Hromadný start (dorostenky)       | 60              |
| Čt  | 29. února | 13:20               | 12:20         | Hromadný start (junioři)          | 60              |
| Čt  | 29. února | 14:20               | 13:20         | Hromadný start (juniorky)         | 60              |
| Pá  | 1. března | 10:30               | 9:30          | Štafeta (dorostenci)              | 24 štafet       |
| Pá  | 1. března | 13:30               | 12:30         | Štafeta (dorostenky)              | 24 štafet       |
| So  | 2. března | 9:45                | 8:45          | Štafeta (junioři)                 | 24 štafet       |
| So  | 2. března | 12:40               | 11:40         | Štafeta (juniroky)                | 17 štafet       |

## Medailisté

### Junioři
| Disciplína                        | Zlato                                                   | Výkon                                                     | Stříbro                                                              | Výkon                                                     | Bronz                                                                       | Výkon                                                     |
| Vytrvalostní závod (15 km)        | Leonhard Pfund                                          | 39:51,3 (0+0+0+1)                                         | Valentin Lejeune                                                     | 40:04,1 (0+0+0+0)                                         | Jan Guńka                                                                   | 40:06,6 (1+0+0+0)                                         |
| Sprint (10 km)                    | Isak Frey                                               | 24:01,8 (1+1)                                             | Jan Gunka                                                            | 24:12,4 (0+0)                                             | Linus Kesper                                                                | 24:27,6 (0+1)                                             |
| Závod s hromadným startem (12 km) | Sivert Gerhardsen                                       | 32:44,6 (0+0+0+0)                                         | Isak Frey                                                            | 33:11,7 (1+1+0+0)                                         | Tobias Alm                                                                  | 33:17,7 (0+0+0+1)                                         |
| Štafeta (4×7,5 km)                | NorskoTobias Alm Sivert Gerhardsen Ole Suhrke Isak Frey | 1:25:03,1 (0+1) (1+3) (0+1) (0+0) (0+1) (2+3) (0+3) (0+0) | UkrajinaStepan Kinaš Bohdan Borkovskyj Serhij Suprun Vitalij Mandzin | 1:25:59,6 (0+1) (0+0) (0+2) (0+3) (0+1) (0+0) (0+2) (0+2) | FrancieValentin Lejeune Axel Garnier Théo Guiraud-Poillot Jacques Jefferies | 1:26:09,1 (0+0) (0+2) (0+2) (0+0) (0+0) (0+1) (0+2) (1+3) |

### Juniorky
| Disciplína                       | Zlato                                                                            | Výkon                                         | Stříbro                                                                                           | Výkon                                                     | Bronz                                                                          | Výkon                                                     |
| Vytrvalostní závod (12,5 km)     | Julia Tannheimerová                                                              | 42:14,0 (0+0+0+1)                             | Ema Kapustová                                                                                     | 43:37,9 (0+0+0+0)                                         | Lena Repincová                                                                 | 44:01,1 (0+0+0+0)                                         |
| Sprint (7,5 km)                  | Sara Anderssonová                                                                | 21:12,6 (0+1)                                 | Julia Tannheimerová                                                                               | 21:21,6 (1+0)                                             | Valentina Dimitrovová                                                          | 21:26,4 (0+0)                                             |
| Závod s hromadným startem (9 km) | Julia Kinková                                                                    | 29:19,8 (0+1+1+0)                             | Ema Kapustová                                                                                     | 29:20,6 (1+1+0+0)                                         | Fany Bertrandová                                                               | 29:26,4 (0+1+0+0)                                         |
| Štafeta (4×6 km)                 | NěmeckoAlina Nussbickerová Julia Tannheimerová Julia Kinková Marlene Fichtnerová | 1:16:46,7 (0+2) (0+1) (0+1) (0+0) (0+0) (0+1) | NorskoAnn Kristin Aalandová Gro Njølstad Randbyová Guro Femsteineviková Maren Brännareová-Granová | 1:17:14,4 (0+1) (0+0) (0+3) (0+2) (0+1) (0+0) (0+2) (0+2) | FrancieLéonie Jeannierová Fany Bertrandová Célia Henaffová Lisa Siberchicotová | 1:17:42,1 (0+0) (0+1) (0+1) (0+0) (0+1) (0+1) (0+1) (0+0) |

### Smíšené závody juniorů
| Disciplína               | Zlato                                                                     | Výkon                                                     | Stříbro                                                                    | Výkon                                                     | Bronz                                                                    | Výkon                                                     |
| Smíšená štafeta (4×6 km) | NorskoSivert Gerhardsen Isak Frey Maren Brännareová-Granová Gro Randbyová | 1:22:33,7 (0+1) (0+2) (0+1) (0+0) (0+1) (0+2) (0+1) (2+3) | NěmeckoLeonhard Pfund Linus Kesper Julia Tannheimerová Marlene Fichtnerová | 1:22:47,0 (1+3) (0+3) (0+0) (1+3) (0+1) (1+3) (0+1) (0+2) | RakouskoOliver Lienbacher Fabian Müllauer Lara Wagnerová Anna Andexerová | 1:23:10,2 (0+1) (0+3) (0+0) (1+3) (0+2) (1+3) (0+2) (0+1) |

### Dorostenci
| Disciplína                        | Zlato                                            | Výkon                                         | Stříbro                                                 | Výkon                                         | Bronz                                             | Výkon                                         |
| Vytrvalostní závod (12,5 km)      | Antonin Guy                                      | 39:39,2 (0+0+0+1)                             | Kasper Kalkenberg                                       | 39:48,3 (0+1+1+0)                             | Pavel Trojer                                      | 40:27,0 (0+1+0+0)                             |
| Sprint (7,5 km)                   | Kasper Kalkenberg                                | 18:48,1 (0+0)                                 | Matija Legović                                          | 19:18,2 (0+1)                                 | Jimi Klemettinen                                  | 19:52,5 (0+1)                                 |
| Závod s hromadným startem (12 km) | Kasper Kalkenberg                                | 31:36,4 (0+0+0+0)                             | Jakob Kulbin                                            | 32:13,8 (0+0+0+0)                             | Oliver Alm                                        | 32:15,2 (1+0+1+0)                             |
| Štafeta (3×7,5 km)                | NorskoIsak Skogrand Oliver Alm Kasper Kalkenberg | 1:01:30,7 (0+0) (0+2) (0+0) (0+1) (0+0) (0+3) | FrancieLéo Carlier Jérémie Bouchex-Bellomie Antonin Guy | 1:03:17,1 (0+0) (0+0) (0+1) (0+2) (0+3) (0+2) | ItálieMichele Carollo Davide Cola Nicola Giordano | 1:03:40,8 (0+1) (0+0) (0+0) (0+0) (2+3) (0+2) |

### Dorostenky
| Disciplína                       | Zlato                                                                | Výkon                                         | Stříbro                                                                              | Výkon                                         | Bronz                                                | Výkon                                         |
| Vytrvalostní závod (10 km)       | Alma Siegismundová                                                   | 38:33,4 (0+1+0+0)                             | Ilona Plecháčová                                                                     | 39:13,7 (0+2+0+0)                             | Voldiya Galmaceová-Paulinová                         | 39:18,1 (0+1+1+3)                             |
| Sprint (6 km)                    | Elsa Tänglanderová                                                   | 18:55,9 (0+1)                                 | Voldiya Galmaceová-Paulinová                                                         | 19:08,4 (1+1)                                 | Melina Gauppová                                      | 19:16,1 (0+1)                                 |
| Závod s hromadným startem (9 km) | Oleksandra Merkušinová                                               | 28:17,2 (1+1+0+0)                             | Lola Bugeaudová                                                                      | 28:19,1 (1+0+0+0)                             | Carlotta Gauterová                                   | 28:28,3 (1+1+0+0)                             |
| Štafeta (3×6 km)                 | NorskoAgathe Brathagenová Anna Torjussenová Silje Bergová-Knutsenová | 1:01:42,2 (0+1) (0+2) (0+0) (0+0) (0+3) (0+1) | ItálieFabiola Miragliová Mellanová Nayeli Mariottiová Cavagnetová Carlotta Gauterová | 1:01:48,2 (0+2) (0+2) (0+1) (0+1) (0+0) (0+0) | ČeskoAgáta Moskvová Ilona Plecháčová Heda Mikolášová | 1:02:24,8 (0+0) (0+2) (0+1) (0+1) (0+2) (0+2) |

### Smíšené závody dorostenců
| Disciplína               | Zlato                                                                         | Výkon                                                     | Stříbro                                                                         | Výkon                                                     | Bronz                                                               | Výkon                                                     |
| Smíšená štafeta (4×6 km) | FrancieLéo Carlier Antonin Guy Voldiya Galmaceová-Paulinová Alice Dusserreová | 1:26:04,9 (0+0) (0+1) (0+0) (0+0) (1+3) (0+1) (0+2) (0+2) | NorskoOliver Alm Kasper Kalkenberg Silje Bergová-Knutsenová Agathe Brathagenová | 1:27:55,9 (0+0) (2+3) (0+2) (0+2) (0+1) (0+2) (0+1) (0+0) | ČeskoVladimír Kocmánek David Eliáš Ilona Plecháčová Heda Mikolášová | 1:28:42,4 (0+0) (0+1) (0+0) (0+3) (0+0) (1+3) (0+3) (0+3) |